# Тропинин, Василий Андреевич
Васи́лий Андре́евич Тропи́нин (19 [30] марта 1776, с. Корпово, Новгородская губерния — 3 [16] мая 1857, Москва) — русский живописец, последователь романтизма, крупнейший московский портретист александровской и николаевской эпох. Почётный вольный общник (с 1823) и академик (с 1824; ассоциированный член — «назначенный» с 1823) Императорской Академии художеств.

## Биография

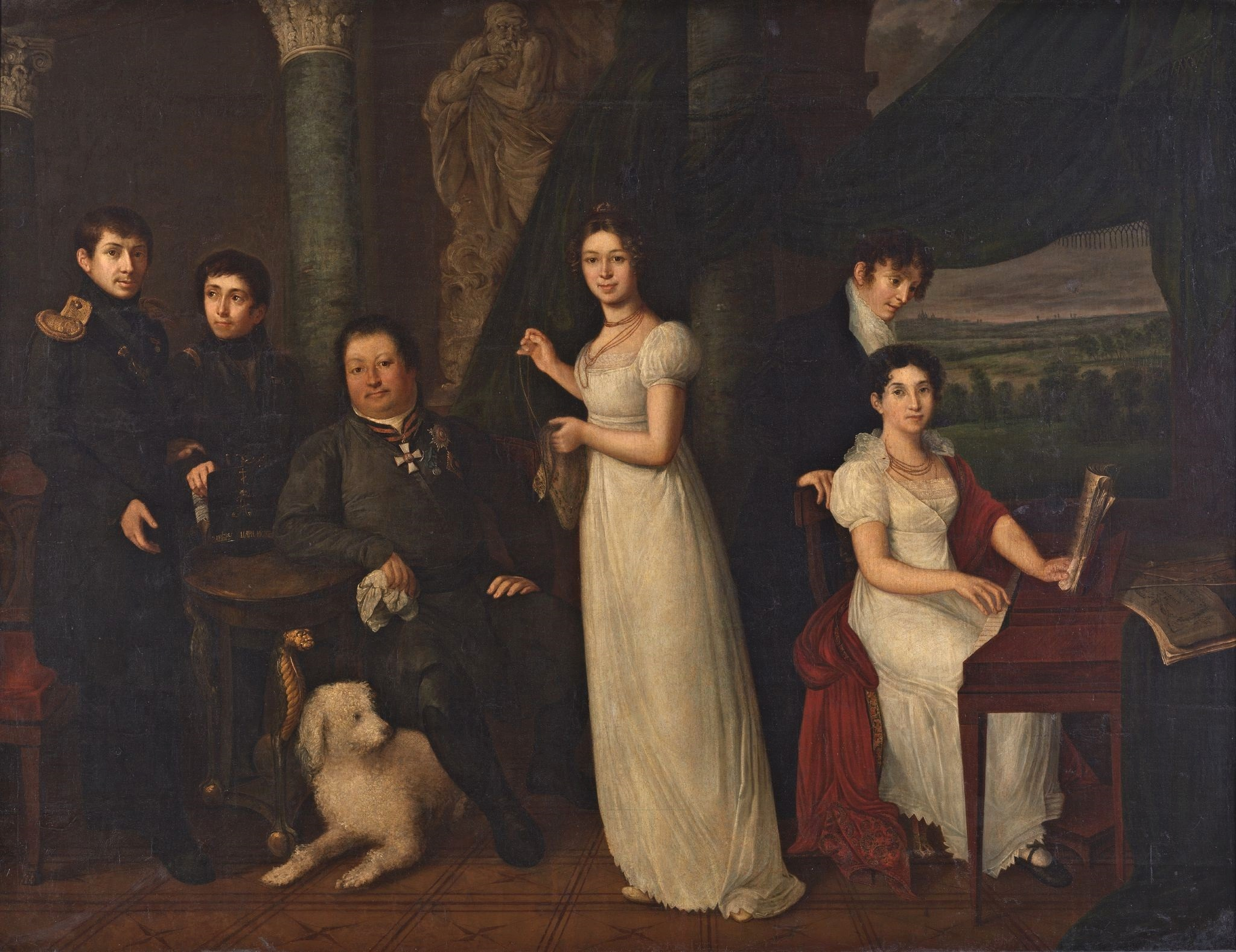
В. А. Тропинин. Семейный портрет графов Морковых, 1813 г.

Василий Андреевич Тропинин родился 19 (30) марта 1776 года в селе Корпово (часто упоминается как Карпово) Новгородской губернии в семье крепостного Андрея Ивановича, принадлежавшего графу Антону Сергеевичу Миниху (1748–1810), внуку знаменитого фельдмаршала. Дочь графа вышла замуж за военачальника Ираклия Ивановича Моркова, вследствие чего и село, в котором жил Тропинин, и он сам стали собственностью Моркова. Отец Василия был старостой, затем управляющим, что вызывало неприязнь односельчан, и за честную службу получил от графа вольную, однако на его детей вольная не распространялась, они продолжали считаться крепостными.
С раннего детства Василий рисовал людей, искусно отображая их характерные черты.
В столице Тропинин, находившийся под присмотром двоюродного брата графа, Алексея Ивановича Моркова, в свободное время продолжал заниматься рисованием. Вскоре Алексей Иванович с удивлением узнал, что Василий тайком посещает лекции в Императорской Академии художеств. После просмотра рисунков крепостного молодой граф решил во что бы то ни стало уговорить кузена отправить Тропинина учиться в Академию художеств и в конечном итоге добился его согласия, пообещав родственнику, что возместит все издержки. В то время по уставу Академии крепостные могли быть лишь вольнослушателями за соответствующую плату.
Шесть лет Тропинин изучал искусство в гипсовом и живописном классах. Азы художественного ремесла будущий живописец постигал в мастерской знаменитого художника — профессора Степана Семёновича Щукина. Василий дважды занял первое место в конкурсах Академии.
В 1804 году на академической выставке Тропинин впервые представил свою работу. Его картину похвалили адъюнкт-ректор Академии Иван Акимович Акимов  и императрица Мария Федоровна, посетившая выставку. А президент Академии, граф Александр Сергеевич Строганов, узнав от Ореста Адамовича Кипренского, что один из лучших студентов продолжает являться крепостным, пообещал выхлопотать для Тропинина вольную. Но как только граф Ираклий Иванович Морков узнал об интересе к его крестьянину столь высокопоставленных господ, он в 1804 году отозвал Василия из Петербурга в своё новое имение — подольскую деревню Кукавку на Украине, где Тропинин стал одновременно слугой, пастухом, архитектором и художником графа. Там он женился на Анне Ивановне Катиной, вольной поселенке. По законам того времени муж и жена должны были иметь равный статус, но вместо предоставления свободы Тропинину граф записал в свои крепостные и его жену. Спустя год у Тропининых родился сын Арсений. Позже в своих мемуарах Тропинин писал о благодарности графу, который сделал его большим художником.
Отечественная война 1812 года застала Тропинина в Малороссии. Граф Морков был избран в руководство Московского ополчения. Вызванный в Москву, Тропинин с обозом хозяйского имущества прибыл в древнюю столицу. Жизнь в сгоревшей Москве после изгнания Наполеона постепенно оживала. В 1813 году стали возвращаться с войны ополченцы, в 1814 — русские войска из заграничных походов. Тропинин вновь занялся живописью. В отстроенном после пожара доме графа у него появилась мастерская, где он писал портреты своих хозяев, их близких и знакомых дворян. На большом полотне семейства Морковых изображены отец с сыновьями-воинами и старшими дочерьми-невестами, счастливые встречей после окончания Отечественной войны.
В 1818 году Тропинин написал портрет историка Николая Михайловича Карамзина, который был гравирован и открывал собрание сочинений писателя. Дворяне, следуя старинной моде, вновь возрождали в своих домах портретные галереи вместо сгоревших в московском пожаре полотен. Поэтому Тропинин писал портреты соседей графа, многочисленных военных, своих близких, москвичей. В этих произведениях заметно владение всей полнотой живописных приёмов, относящихся к портретным задачам. Появились заказы и от представителей купечества.
В 1810—1820-е годы, совершенствуя свое мастерство, Тропинин копировал картины старых мастеров из московских частных коллекций. Это помогало овладению профессиональными «секретами»: выразительностью контуров, тонкостью светотеневых моделировок, колоритом. Хотя в Москве не проводились художественные выставки, мастер быстро получил известность как хороший портретист. Интерес любителей изящного к его личности вызвал лестные строки в Отечественных записках: «Тропинин, крепостной человек графа Моркова. Он также учился в Академии художеств и имеет счастливое дарование и склонность к живописи. Колорит его похож на Тицианов».
Очень многие просвещенные и благородные люди, узнавая о том, что живописец Тропинин — крепостной человек, бывали крайне этим возмущены. Молодые дворяне, с которыми граф Морков имел различные дела, считали своим долгом принародно требовать у него предоставления свободы талантливому крепостному. Есть сведения, что однажды в Английском клубе некто Дмитриев, выиграв у графа в карты крупную сумму, публично предложил ему обменять долг на вольную для Тропинина. Но Морков не желал лишаться личного художника: он никуда не отпускал от себя Василия Андреевича и по-своему заботился о нём. И все же граф Морков был вынужден уступить общественному мнению: в мае 1823 года в возрасте 47 лет, в качестве пасхального подарка Василий Тропинин получает вольную грамоту. Теперь он мог начать новую свободную жизнь, но необходимо было определиться со статусом, местом работы и проживания. Морков, у которого в крепостной собственности оставались жена и сын Тропинина (они получили вольную только через пять лет), предложил Василию Андреевичу остаться в его графском доме и обещал похлопотать для него о месте в военном ведомстве. Однако художник, так долго мечтавший о полной независимости, решил жить самостоятельно и заниматься тем делом, которое любил больше всего.
Тропинин обратился в Императорскую Академию художеств с прошением о присуждении ему звания художника. В сентябре 1823 года за представленные в Академию живописные работы: портрет Егора Осиповича Скотникова, картины «Кружевница» и «Старик-нищий», — он получил звание «назначенного в академики». В картине «Кружевница» убедительно разрешены проблемы передачи иллюзии пространства, светотональной живописи. Миловидность модели, живописная красота полотна заставляла зрителя забывать, что в реальности труд девушки весьма нелёгок.
По правилам Академии, для получения звания академика художник должен исполнить большое поколенное изображение одного из членов Совета Академии. Весной 1824 года он приехал в Петербург, где написал портрет профессора-медальера Карла Александровича Леберехта и был удостоен звания академика портретной живописи. Тогда же мастер показал свои картины на академической выставке. Получив признание коллег и любителей искусства, Тропинин написал свой автопортрет. Статус свободного человека и художника Василия Андреевича Тропинина в обществе повысился: звание академика и чин 10-го класса по Табели о рангах давали возможность поступить на государственную службу. С 1824 года и до конца жизни Василий Тропинин жил и работал в Москве. Неустанное портретное творчество сделало художника известнейшим и ведущим портретистом древней столицы. В 1820-х годах художник работал над портретами университетских профессоров и других знатных лиц Москвы. Выполненные им изображения видных городских сановников украшали залы Опекунского совета, Общества скаковой охоты, Сельскохозяйственного общества и других. Его кисть запечатлела целый ряд героев-победителей Отечественной войны 1812 года. Как иконографический материал они были использованы английским художником Доу при создании Военной галереи Зимнего дворца.
Среди частных заказных работ, в 1827 был написан портрет Александра Пушкина по просьбе друга писателя — Сергея Соболевского. Современники отмечали поразительное сходство изображенного на портрете поэта с живым Пушкиным. Это один из двух наиболее известных портретов Пушкина наряду с работой Ореста Кипренского.
Помимо портретов на заказ художник писал своих друзей, приятелей и хороших знакомых. К этим дружеским работам художника относятся портреты: гравёра Егора Осиповича Скотникова, владельца багетной мастерской П. В. Карташёва, скульптора Ивана Петровича Витали, любителя-гитариста П. М. Васильева, гравёра Николая Ивановича Уткина. В начале 1836 года, зимой, москвичи торжественно встретили Карла Павловича Брюллова. Состоялось знакомство автора картины «Последний день Помпеи» и портретиста Тропинина. В своей скромной мастерской Василий Андреевич в знак дружбы и признания таланта написал портрет Карла Павловича Брюллова.
С 1833 года Тропинин на общественных началах занимается с учениками открывшегося в Москве публичного художественного класса (впоследствии Московское училище живописи, ваяния и зодчества). В 1843 году его избирают почётным членом Московского художественного общества.
В начале 1850-х годов небывалая популярность Василия Тропинина стала угасать. В богатую Москву зачастили на заработки многие иногородние и зарубежные портретисты, которые предлагали свое услуги дешевле да и работали быстрее, чем пожилой художник. Но привычка к ежедневному труду не позволяла Василию Андреевичу Тропинину оставить кисть. Он продолжал писать, пробовать различные варианты портретных композиций, стараясь соперничать с мастерами салонного направления. Поэтому в модном духе выполнен «Портрет супругов Николая Ивановича и Надежды Михайловны Бер» (1850, Национальный художественный музей Республики Беларусь, Минск).

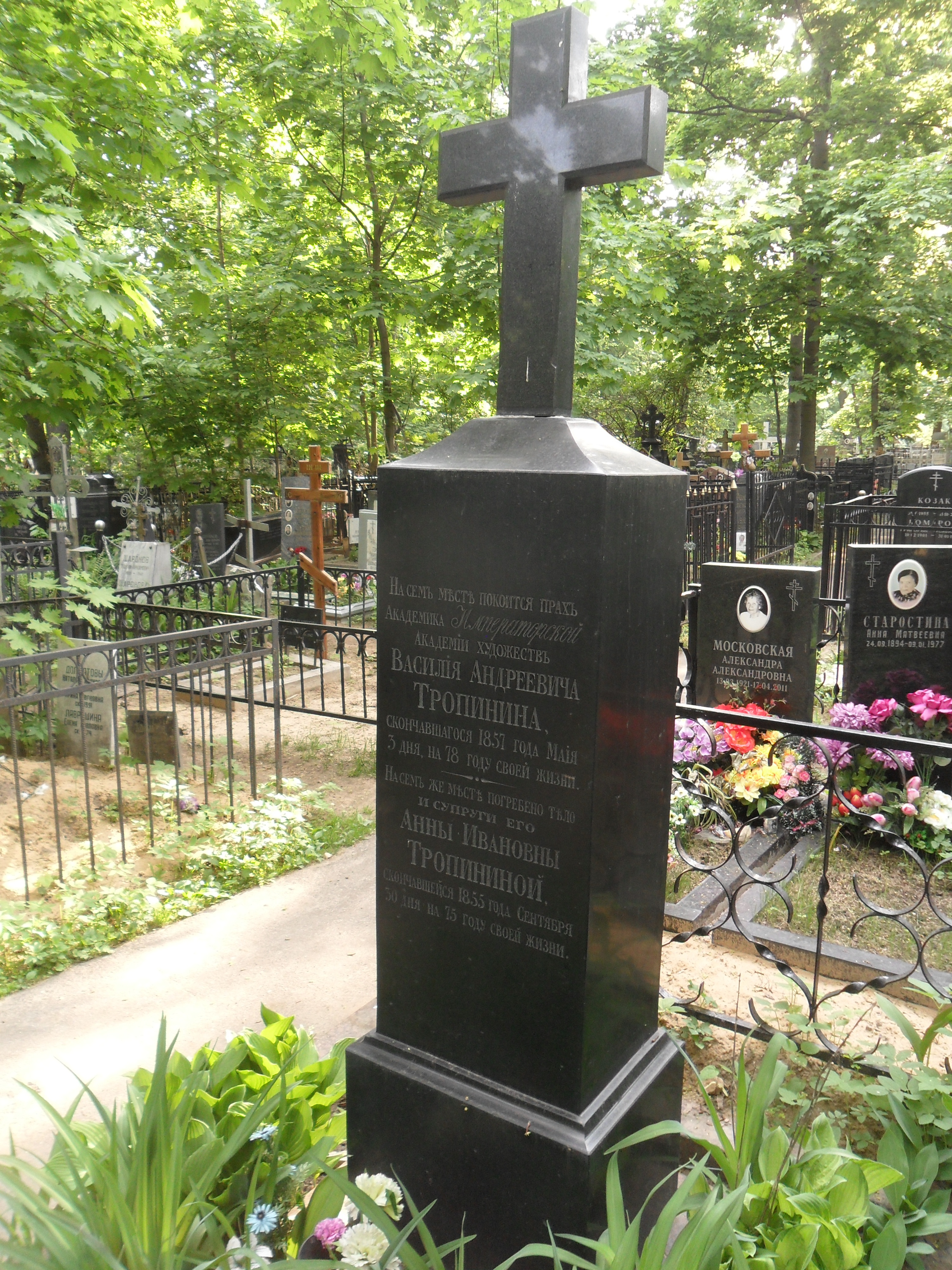
Могила Тропинина на Ваганьковском кладбище.

Благородные господа представлены в роскошных одеждах и свободных позах на фоне богатого антуража собственного дома. Мраморная скульптура пухлого ангелочка, ваза с цветами, бархатная драпировка, восточный ковёр на полу — не столько, чтобы показать состоятельность заказчиков, сколько продемонстрировать мастерство художника, столь реалистично передавшего убранство комнаты. Тропинин и на склоне лет желал оставаться верным своим принципам изображения счастливой жизни портретируемых. Картина «Девушка с горшком роз» (1850, Музей В. А. Тропинина и московских художников его времени, Москва) представляет собой жанровую сценку. Молодая служанка, прижимая к себе горшок с цветущей розой, забирает со стола поддон и игриво смотрит на зрителя. Милое, чуть смущённое лицо, открытый взгляд, гладко зачёсанные волосы и статная фигура девушки, а также крупные розовые бутоны на фоне тёмного колорита комнаты передают непосредственность и живость юной особы и, безусловно, романтически приподнятое настроение всего полотна. Тропинин создал серию полотен, отразивших образы «незаметных» жителей Москвы. Это нищие, отставные солдаты-ветераны, старики и старухи. Художник писал их в основном для себя. Однако в том, с какой уважительностью запечатлены они на полотне, ощущается подлинный, непоказной демократизм и гуманизм замечательного мастера-живописца. Мальчики-слуги и мальчики с книгами, швеи и прачки, золотошвейки и кружевницы, гитаристы и девушки с цветами — в каждом из этих образов ощущается неповторимая личность. Не менее значительно, что все эти произведения отличает благородство цветовой гаммы, тонкое понимание оттенков цвета, цельность колористического решения. Даже в европейской живописи тех времен трудно найти мастера, кто бы долгие годы творческой жизни сохранял вкус и качество безукоризненного рукотворного мастерства.
В 1855 году после смерти жены художник переехал в Замоскворечье. Он купил домик в Наливковском переулке. В нём выдающийся русский портретист и скончался 3 мая 1857 года по старому стилю (15 мая по новому). Спустя два дня Тропинина похоронили на Ваганьковском кладбище (11 уч.).
Живописец прожил долгую творческую жизнь и создал большое количество портретов современников, исходя из эстетических идеалов своей эпохи.
В конце жизни в картинах Василия Тропинина проявились верность натуре и аналитический взгляд на мир, вследствие чего художник оказался у истоков направления в русском искусстве, получившего название критический реализм, которое впоследствии развили выпускники Московского училища живописи, ваяния и зодчества — Василий Григорьевич Перов и Николай Васильевич Неврев. Таким образом, Тропинин оказал огромное влияние на творчество всех последующих поколений великих русских живописцев. Память о крупнейшем мастере русского портрета Василии Андреевиче Тропинине бережно сохраняется в настоящее время. На углу улиц Волхонка и Ленивка, на стене московского дома, где тридцать лет жил и работал Василий Андреевич Тропинин, установлена памятная доска. В Замоскворечье с 1969 года существует Музей Тропинина и московских художников его времени. Многочисленные произведения выдающегося мастера украшают залы Государственной Третьяковской галереи в Москве и Государственного Русского музея в Санкт-Петербурге. Работы Василия Андреевича Тропинина хранятся в собраниях многих музеев и картинных галерей Российской Федерации.

## Творчество
Первые работы художника относят к романтизму. Будучи в Санкт-Петербурге, он находился в среде горожан, мелких и средних помещиков, с которых позже и стал писать портреты. Это привело его к реализму.
Автор, в отличие от романтических портретистов, старался подчеркнуть качества героев. Но в то же время он симпатизировал им, что выливалось в изображении внутренней привлекательности. С этой же целью Тропинин пытался не показывать явную социальную принадлежность людей.
Такие работы художника, как «Кружевница», «Гитарист» и другие относятся к «портрету-типу». Тропинин изображал конкретного человека, а через него старался показать всё типичное для данного круга людей.

## Семья
- Тропинина Анна Ивановна (урождённая Катина, 1786 - 30 сентября 1855) - жена.
- Тропинин, Арсений Васильевич (1809—1885) — сын, также художник.

## Адреса в Санкт-Петербурге
1798—1804 — дом Петра Васильевича Завадовского — Большая Морская улица, 20.

## Галерея

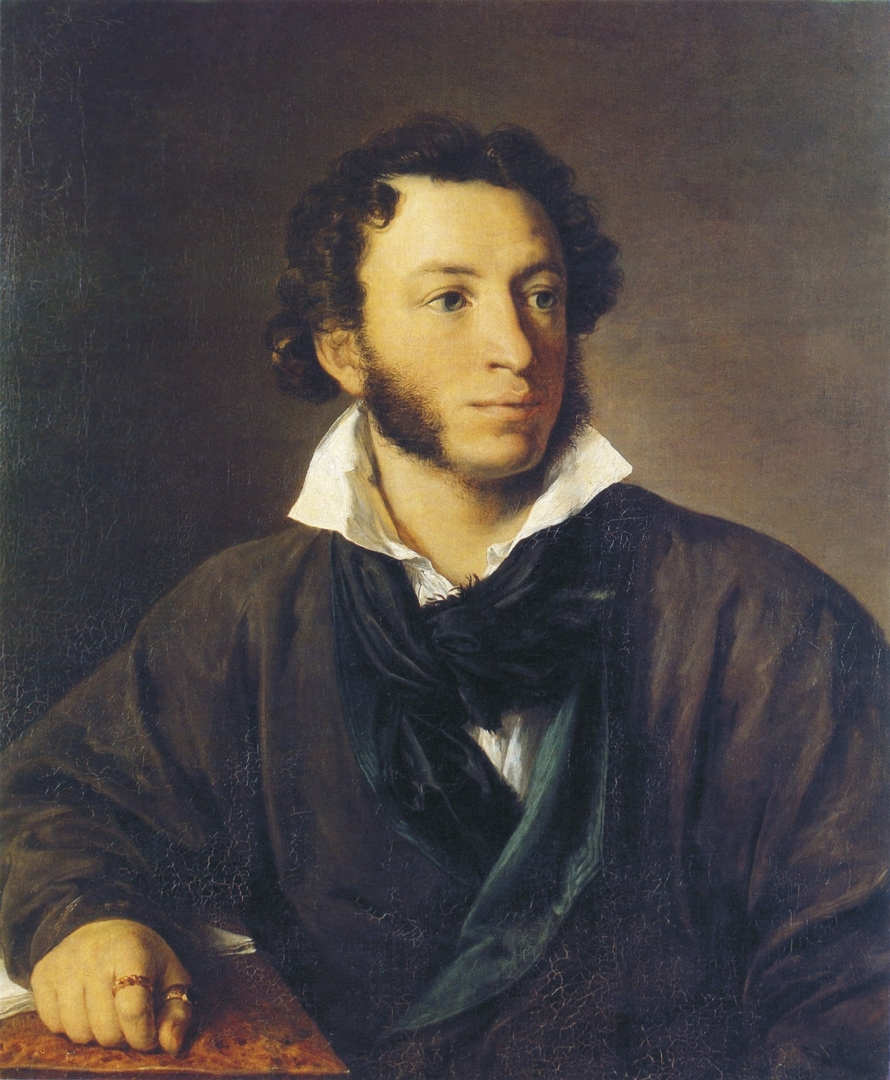
Портрет А. С. Пушкина. 1827.
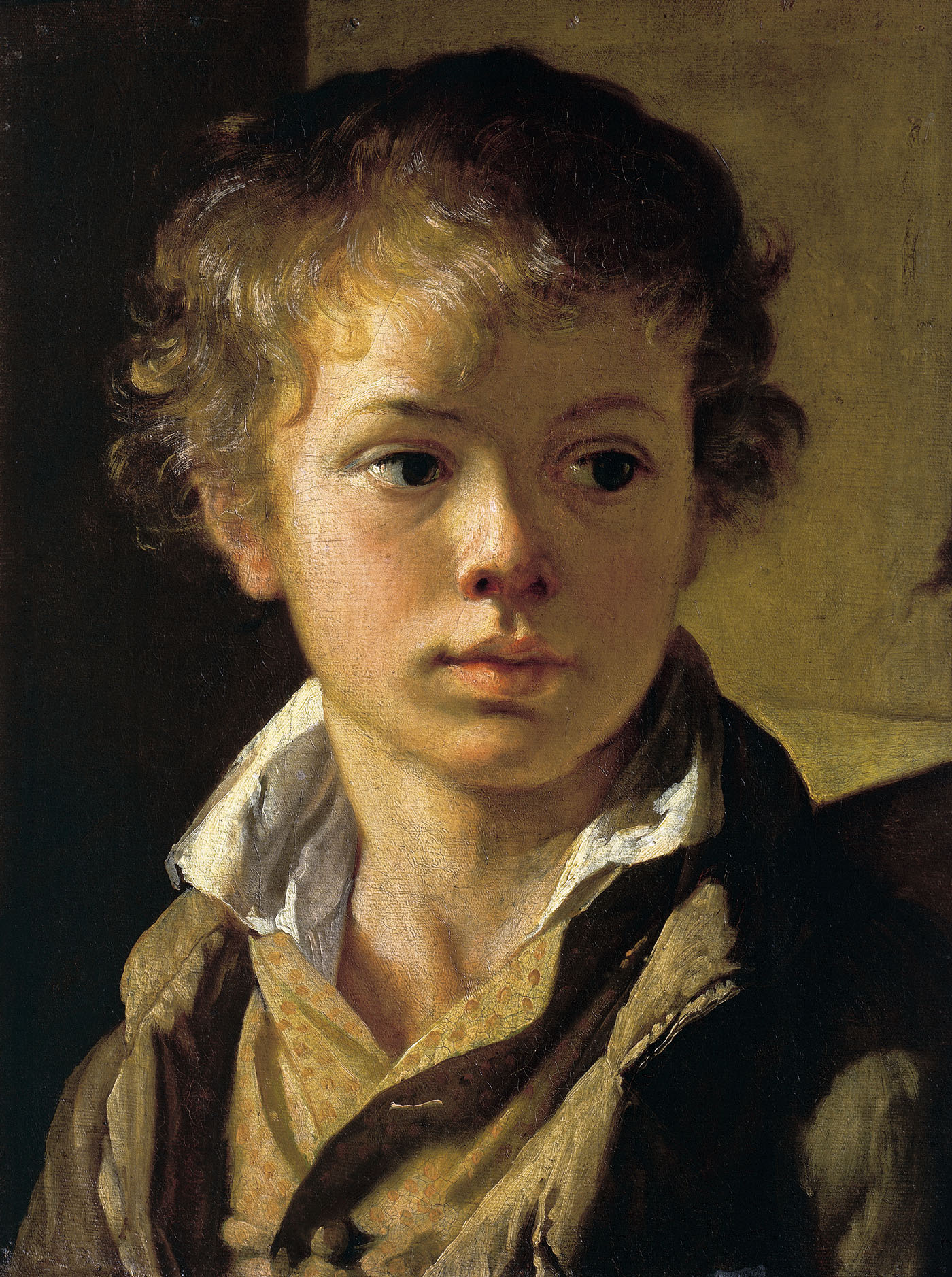
Портрет Арсения Васильевича Тропинина, сына художника. Около 1818.
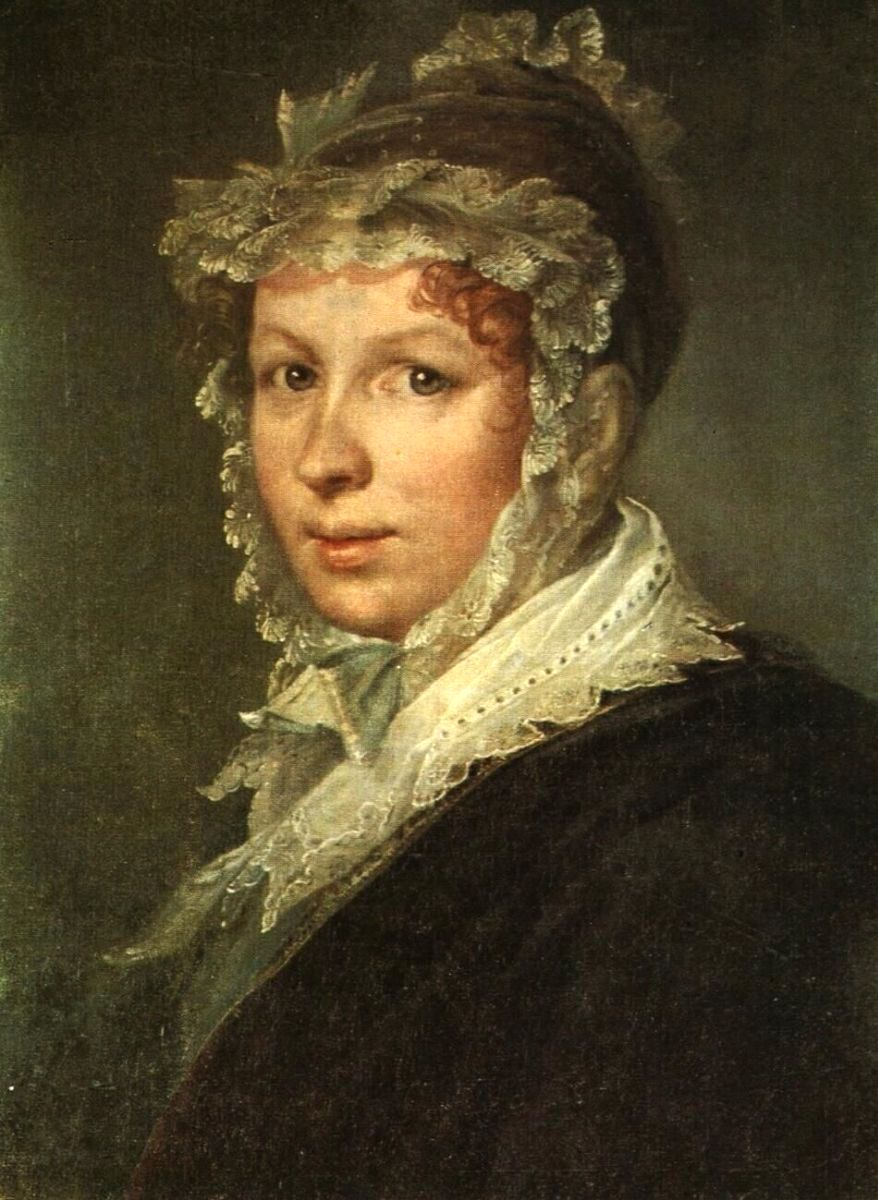
Портрет жены Анны. 1809
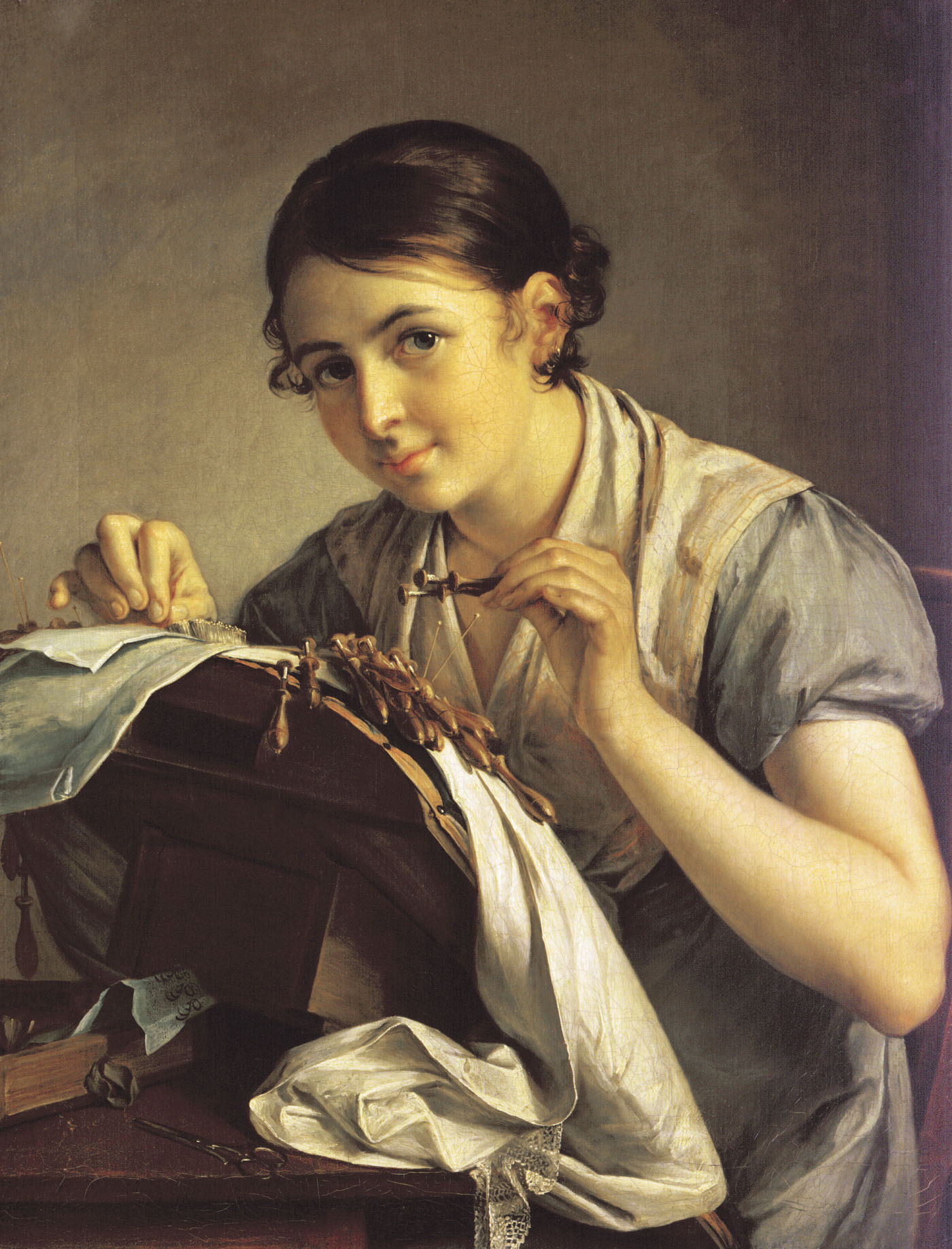
Кружевница. 1823 Третьяковская галерея, Москва.
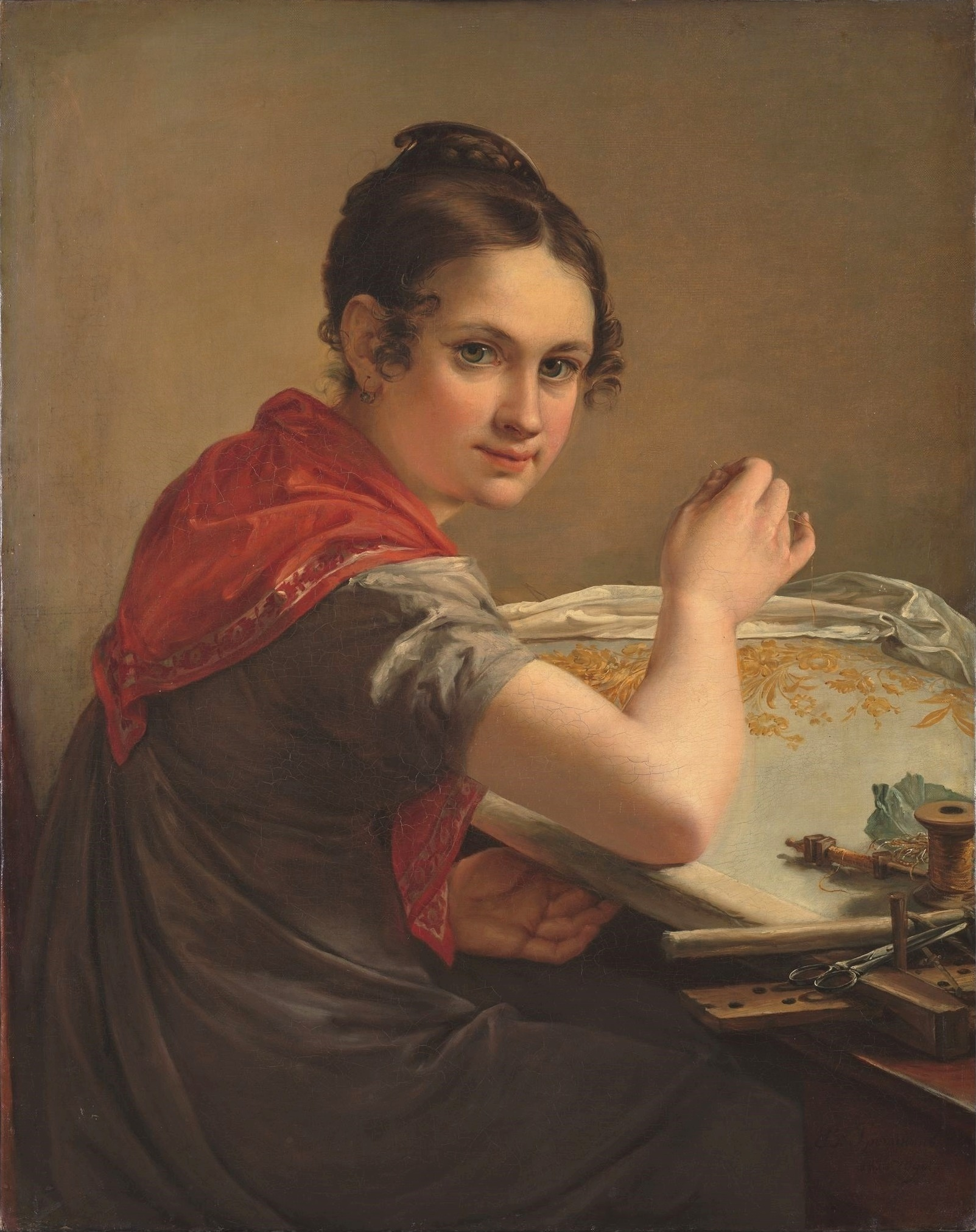
Золотошвейка, 1826
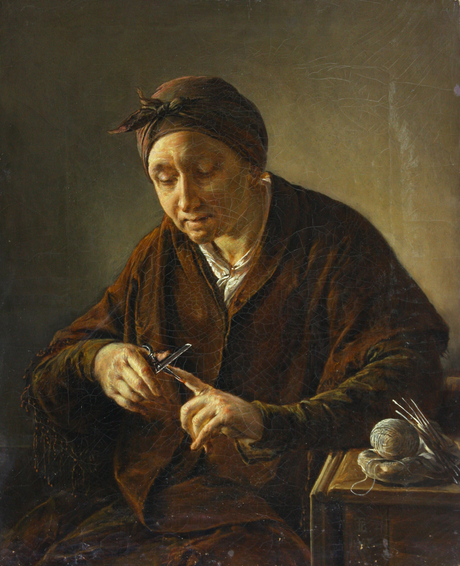
Портрет женщины. Национальная картинная галерея Армении
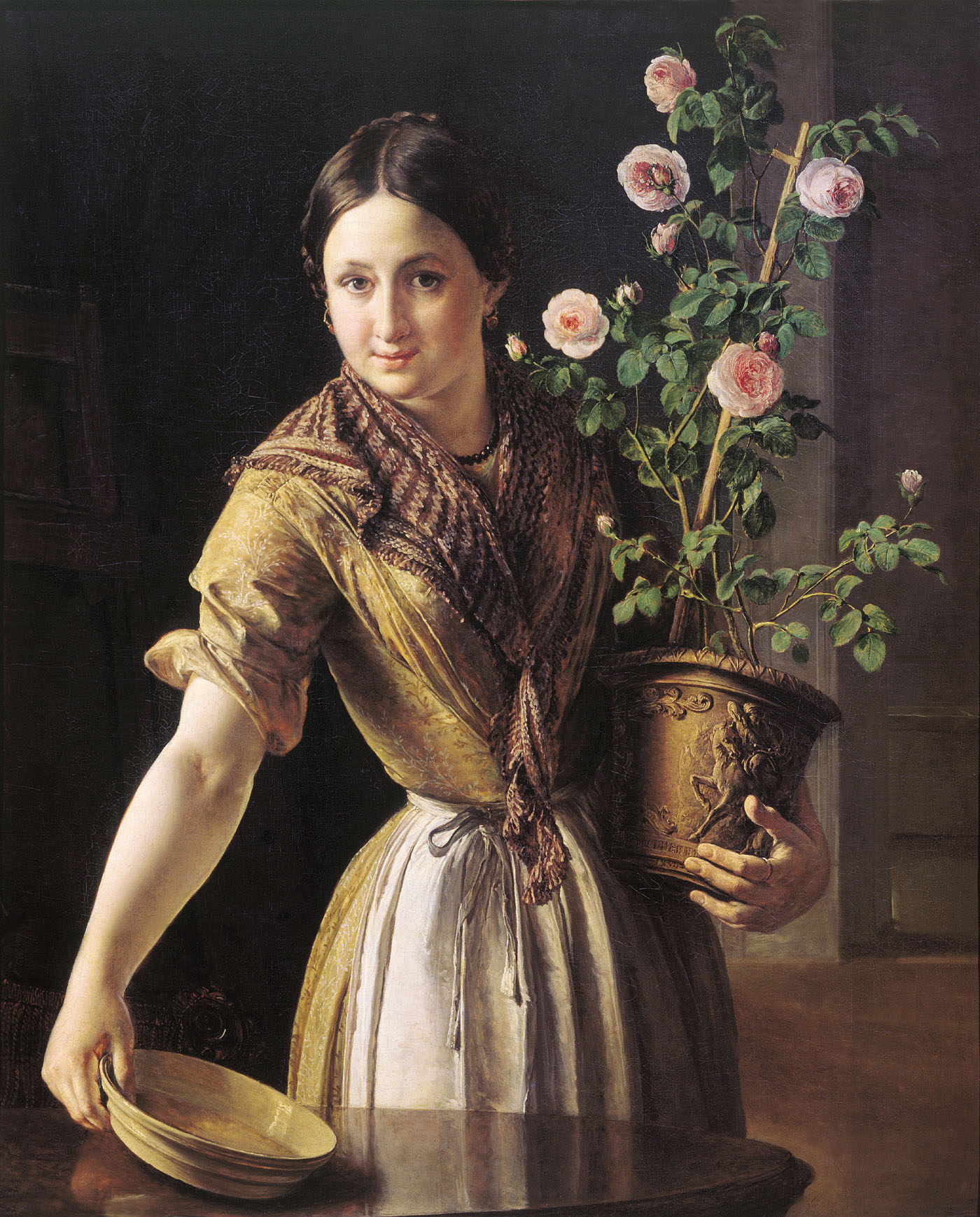
Девушка с розами. 1850
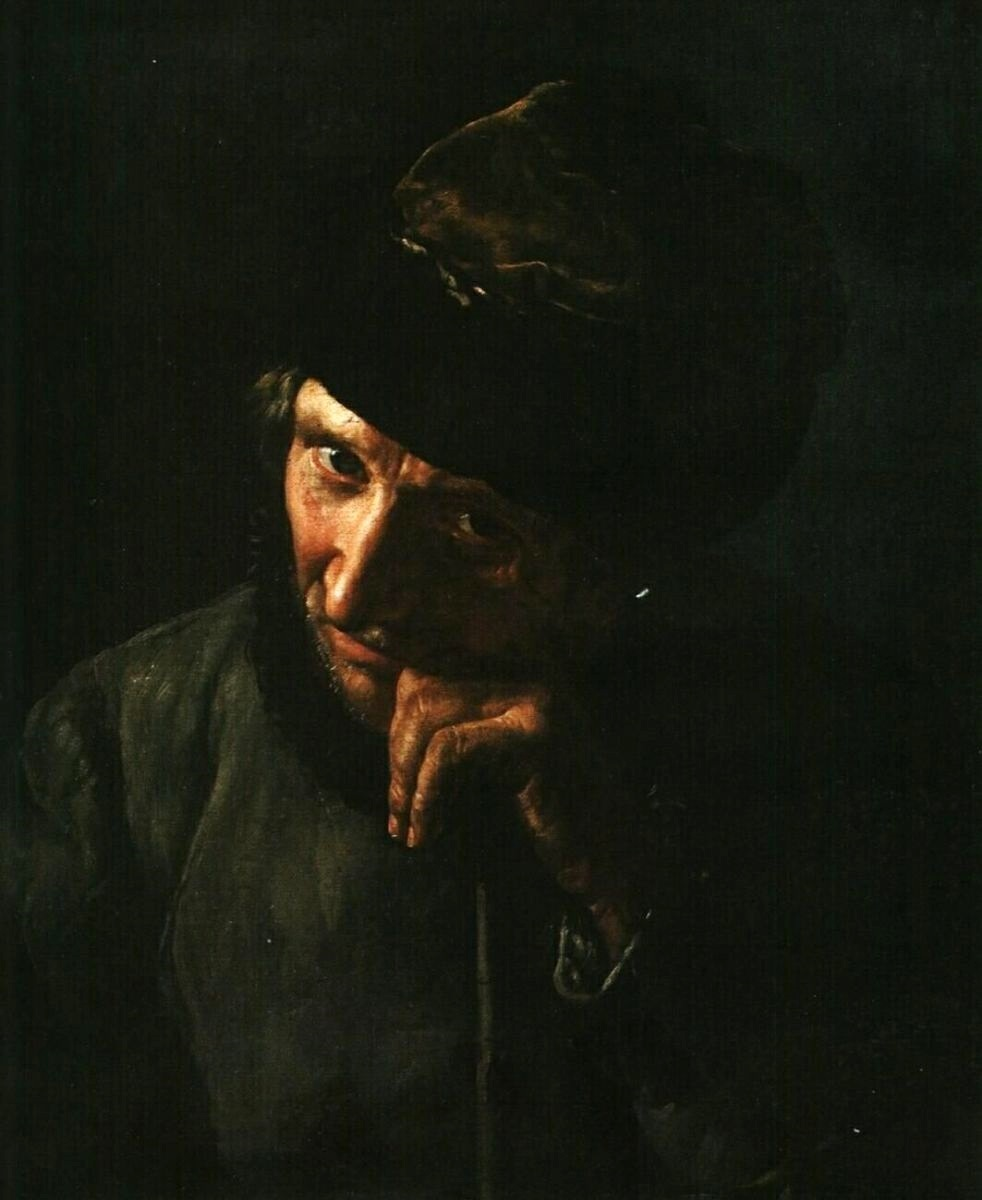
Ямщик, опирающийся на кнутовище. 1820-е
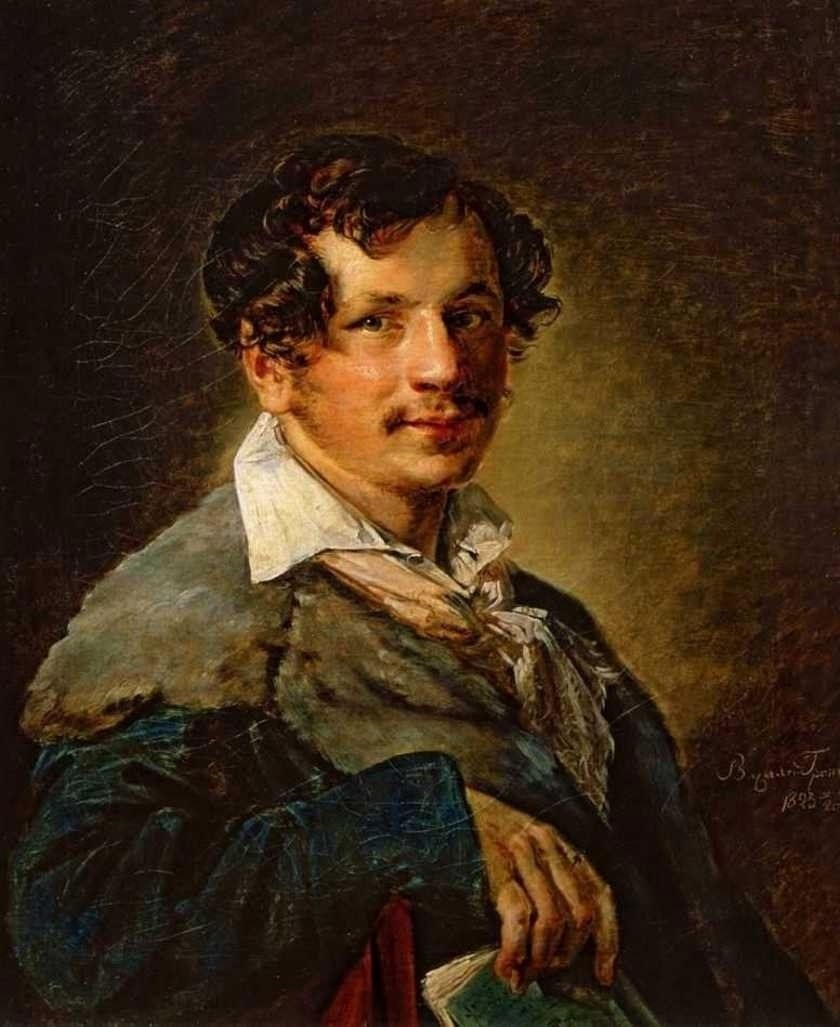
Портрет Петра Булахова. 1823. Государственная Третьяковская галерея
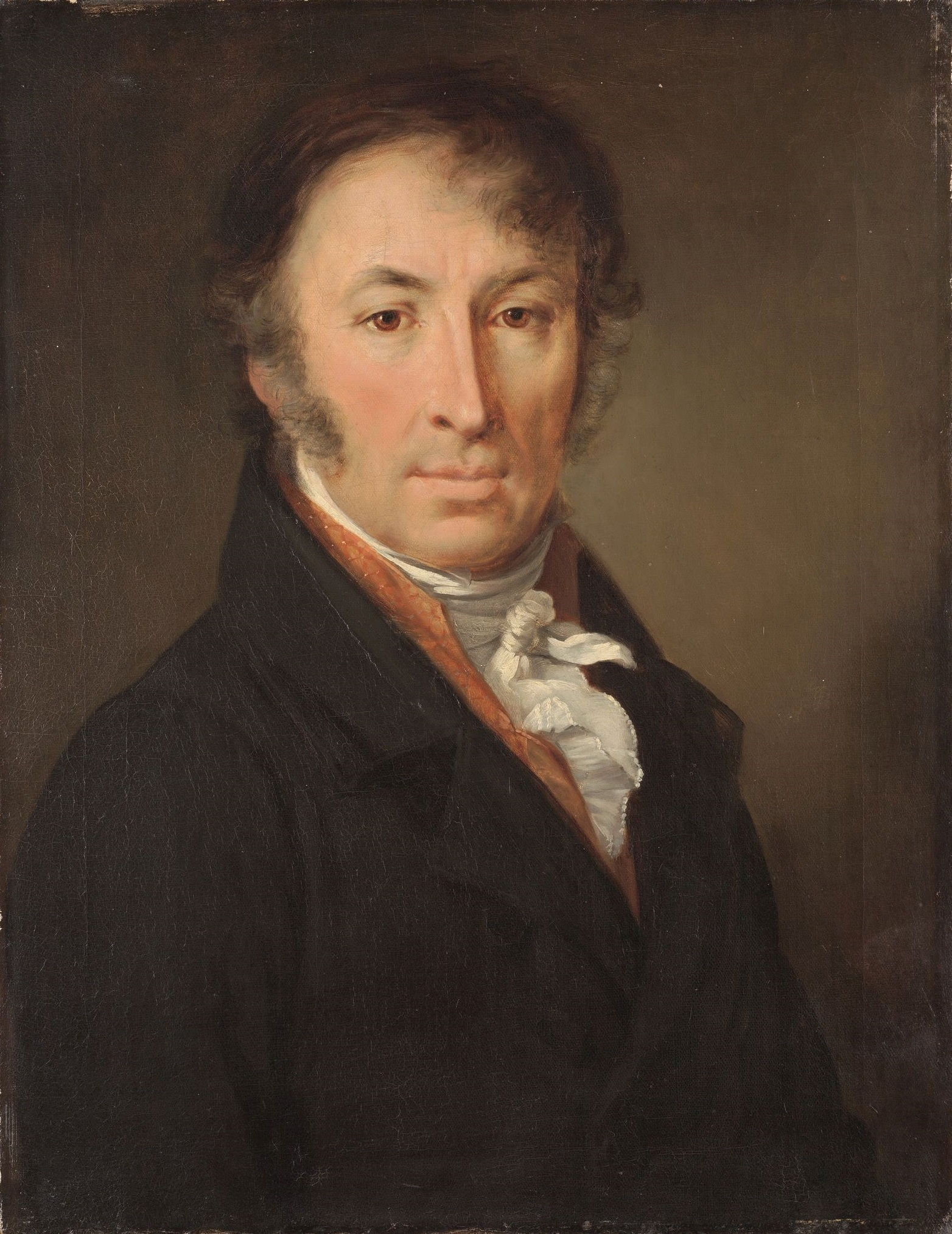
Портрет Николая Карамзина. 1818
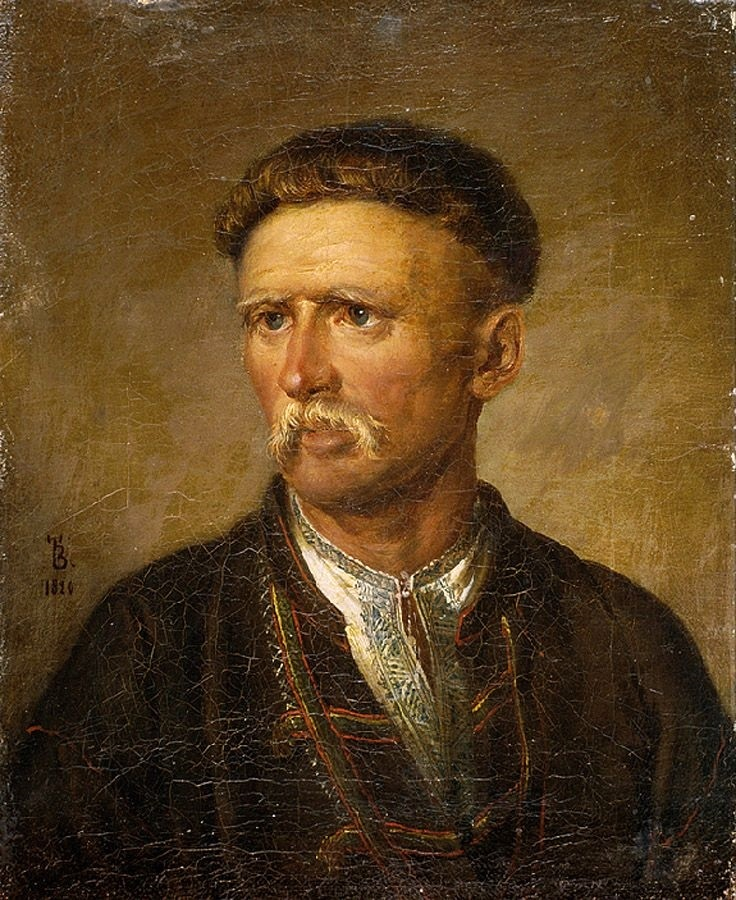
Устим Кармелюк. 1820-е
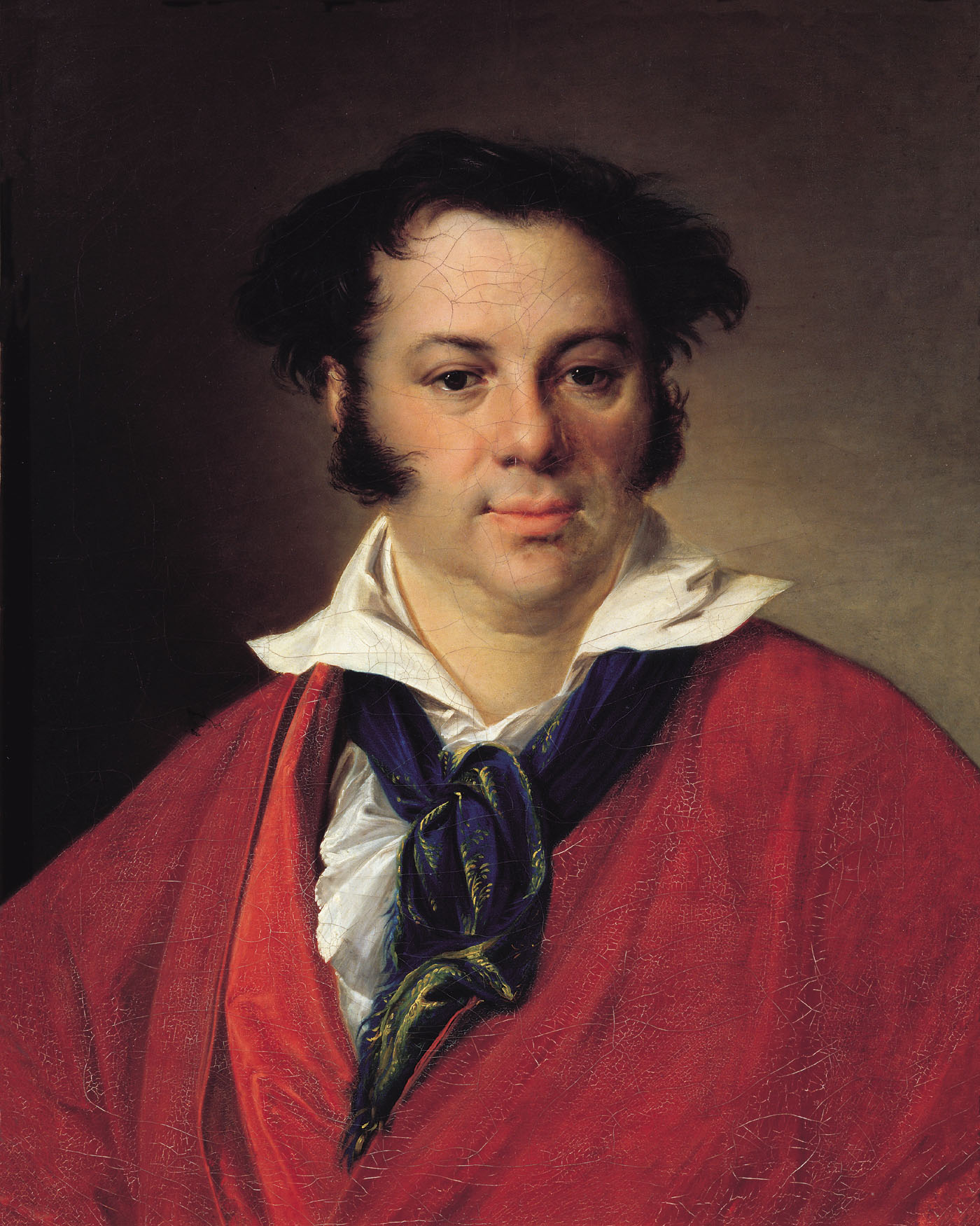
Константин Георгиевич Равич. 1823
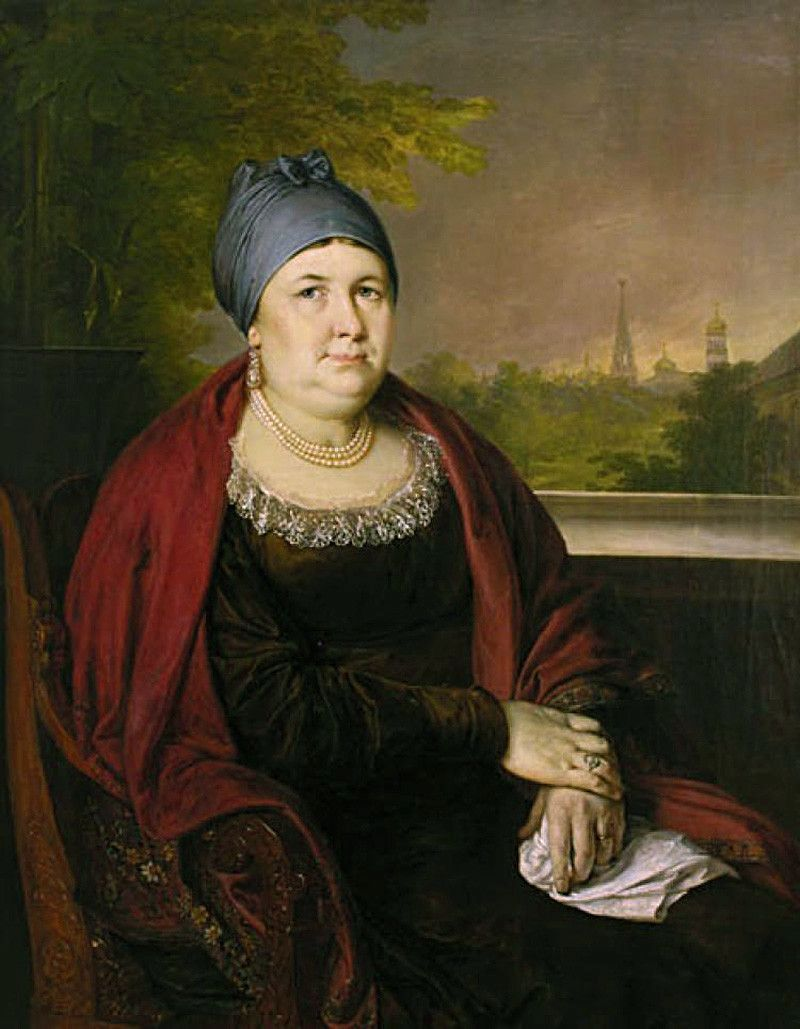
Портрет купчихи в синем повойнике. 1830-е гг. Национальный художественный музей Республики Беларусь
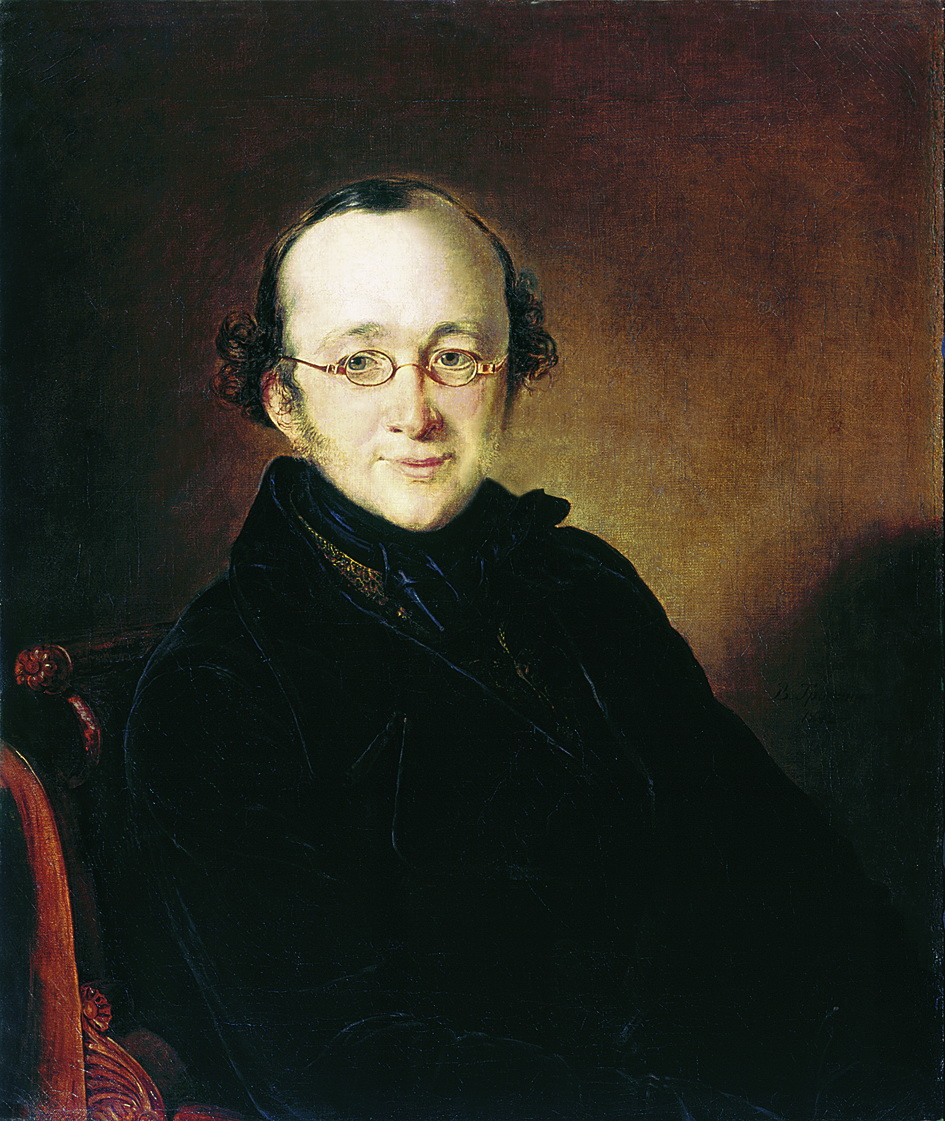
Портрет Николая Ивановича Бера. 1842
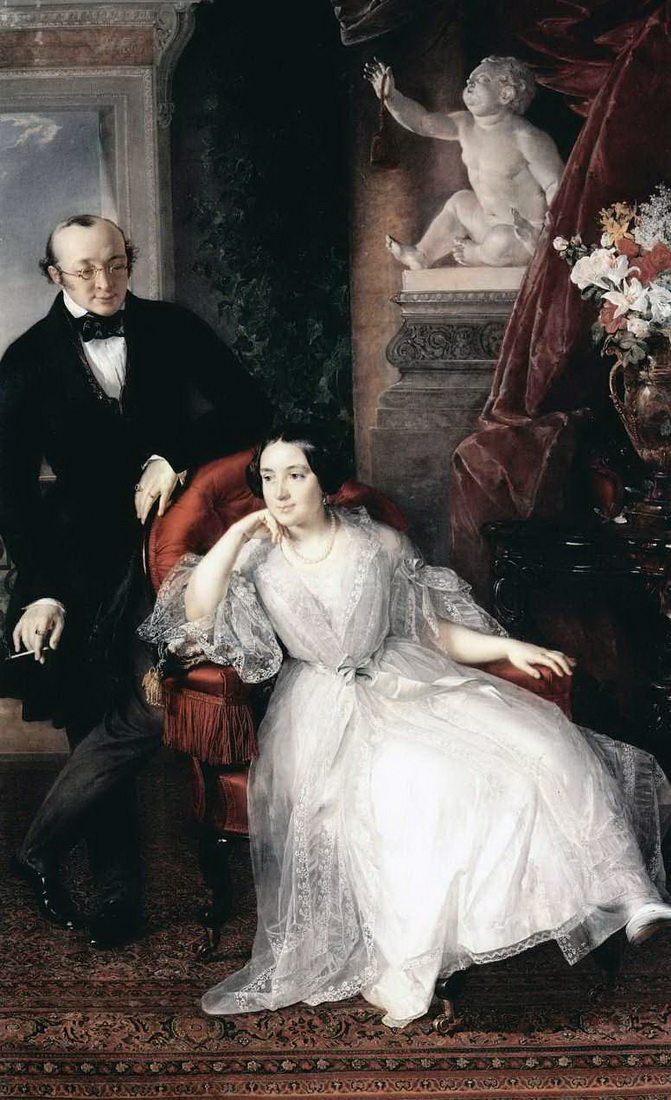
Портрет Николая Ивановича и Надежды Михайловны Бер. 1850
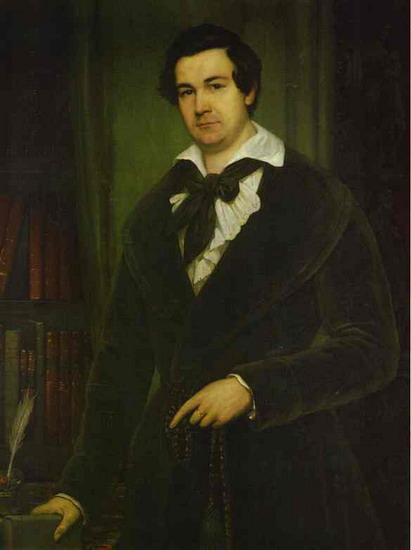
Портрет Василия Каратыгина. 1842
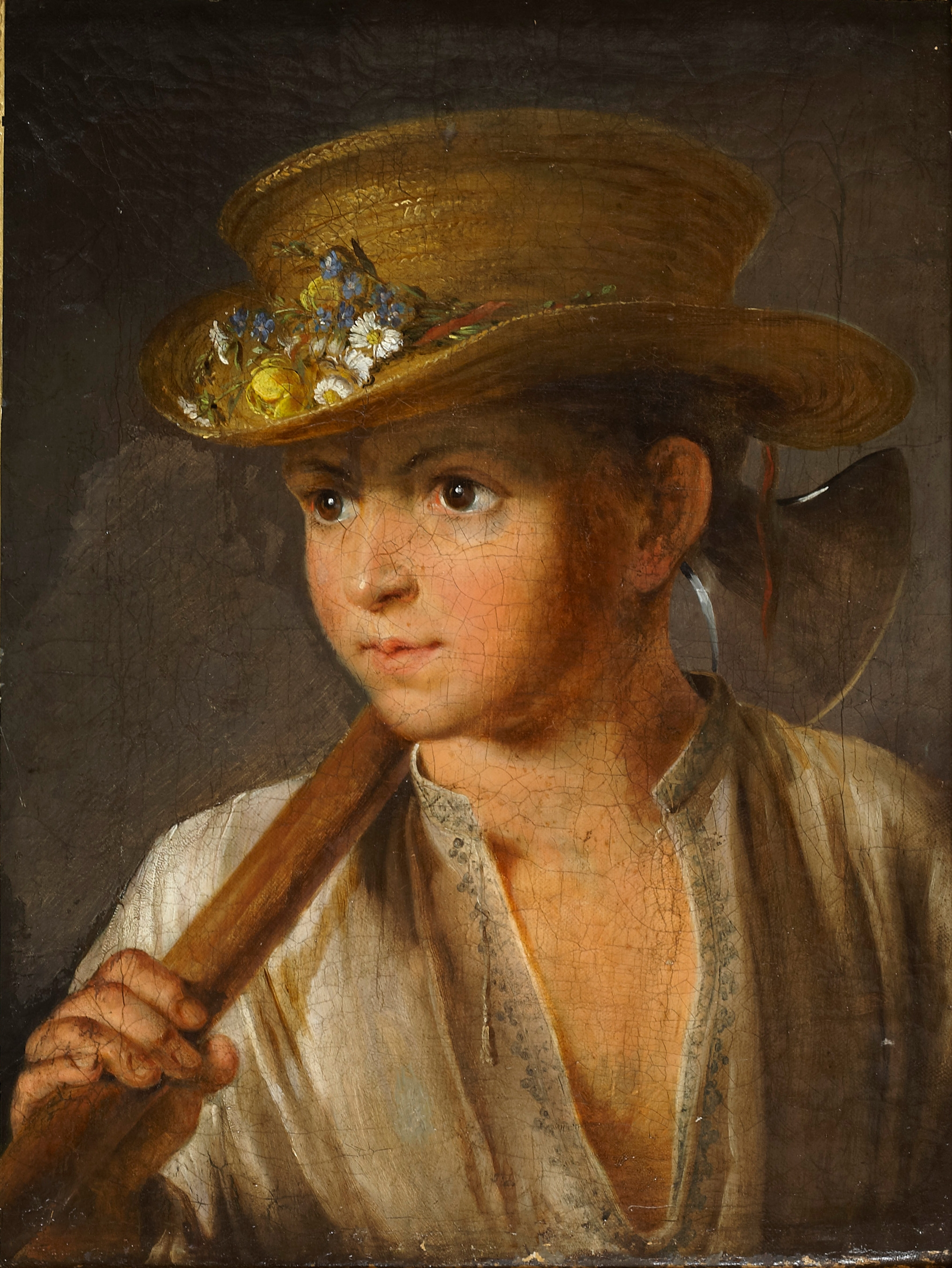
Мальчик с топориком. 1810
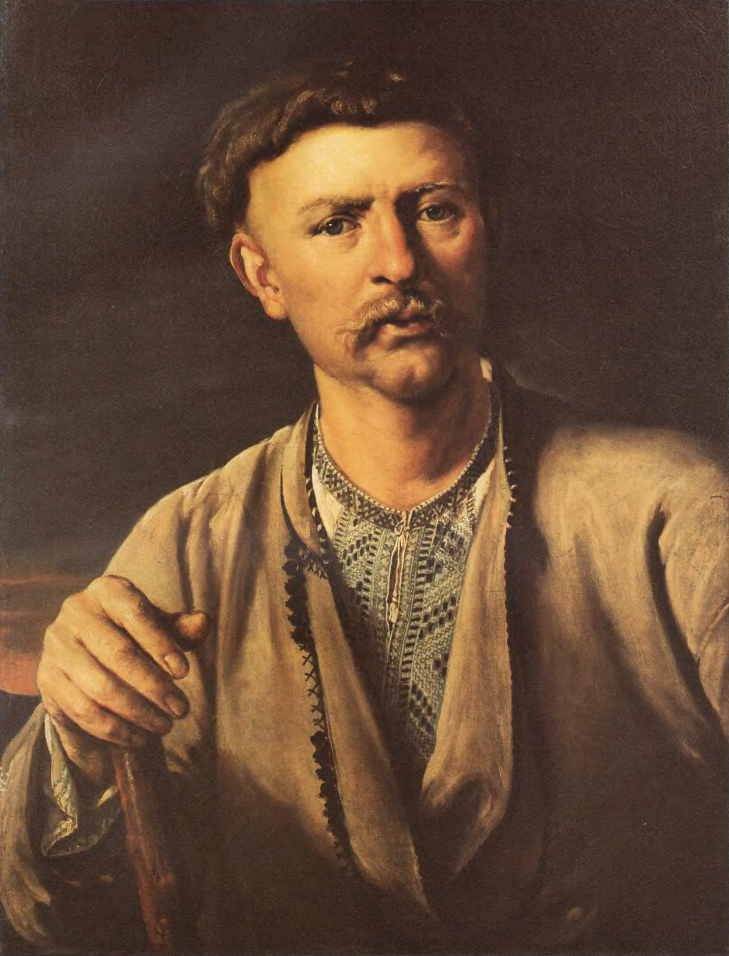
Украинский мужик. 1820
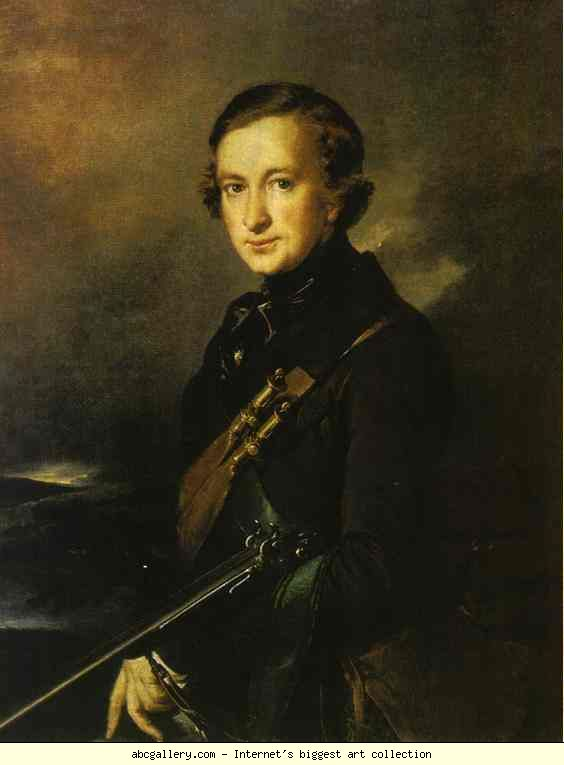
Портрет Ю. Ф. Самарина в охотничьем костюме. 1846
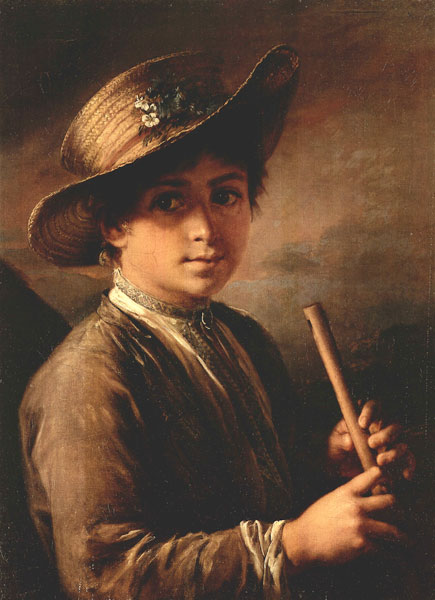
Мальчик с жалейкой. 1810
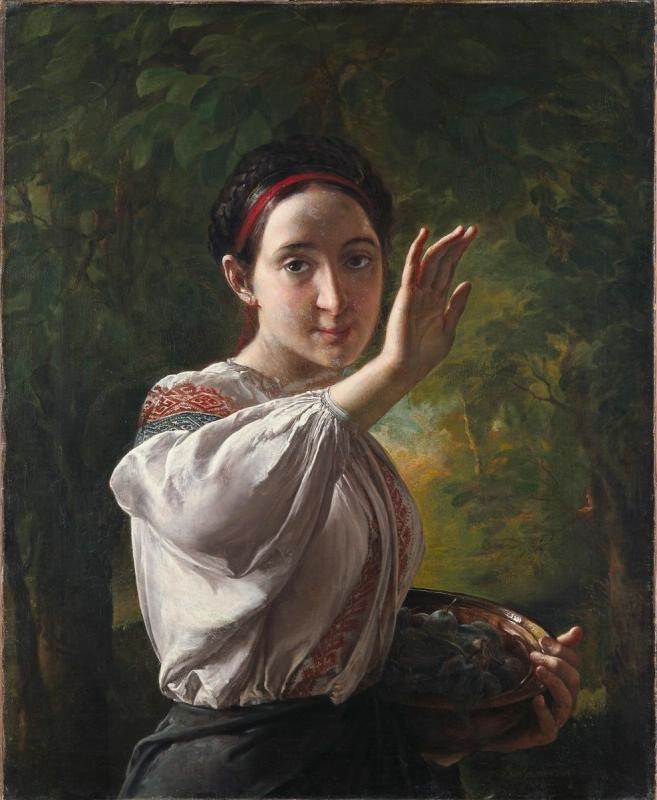
Девушка с Подолья. 1821
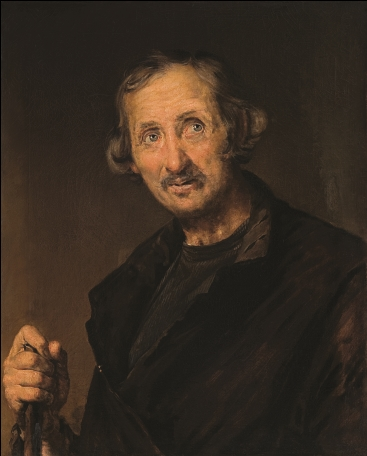
Странник, 1847. Национальный музей искусств Азербайджана. Баку
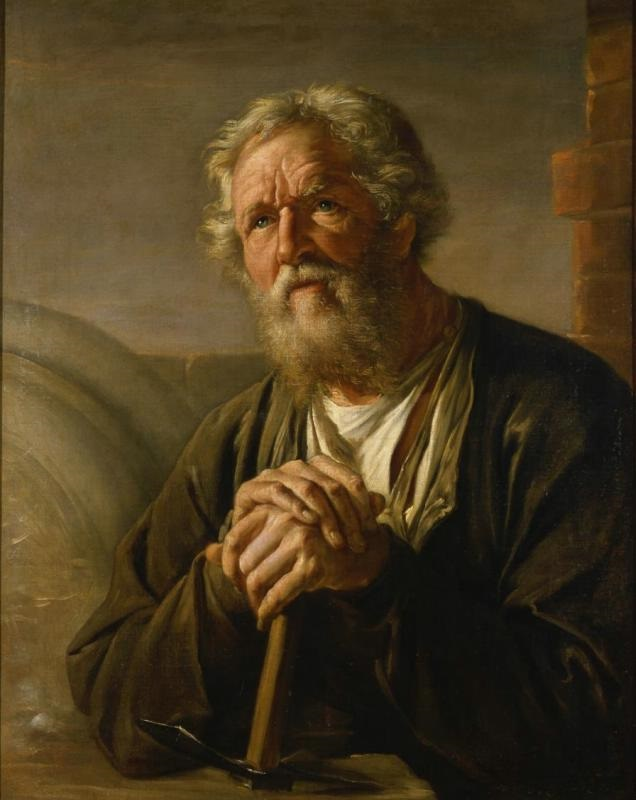
Самсон Суханов. 1823

## В филателии

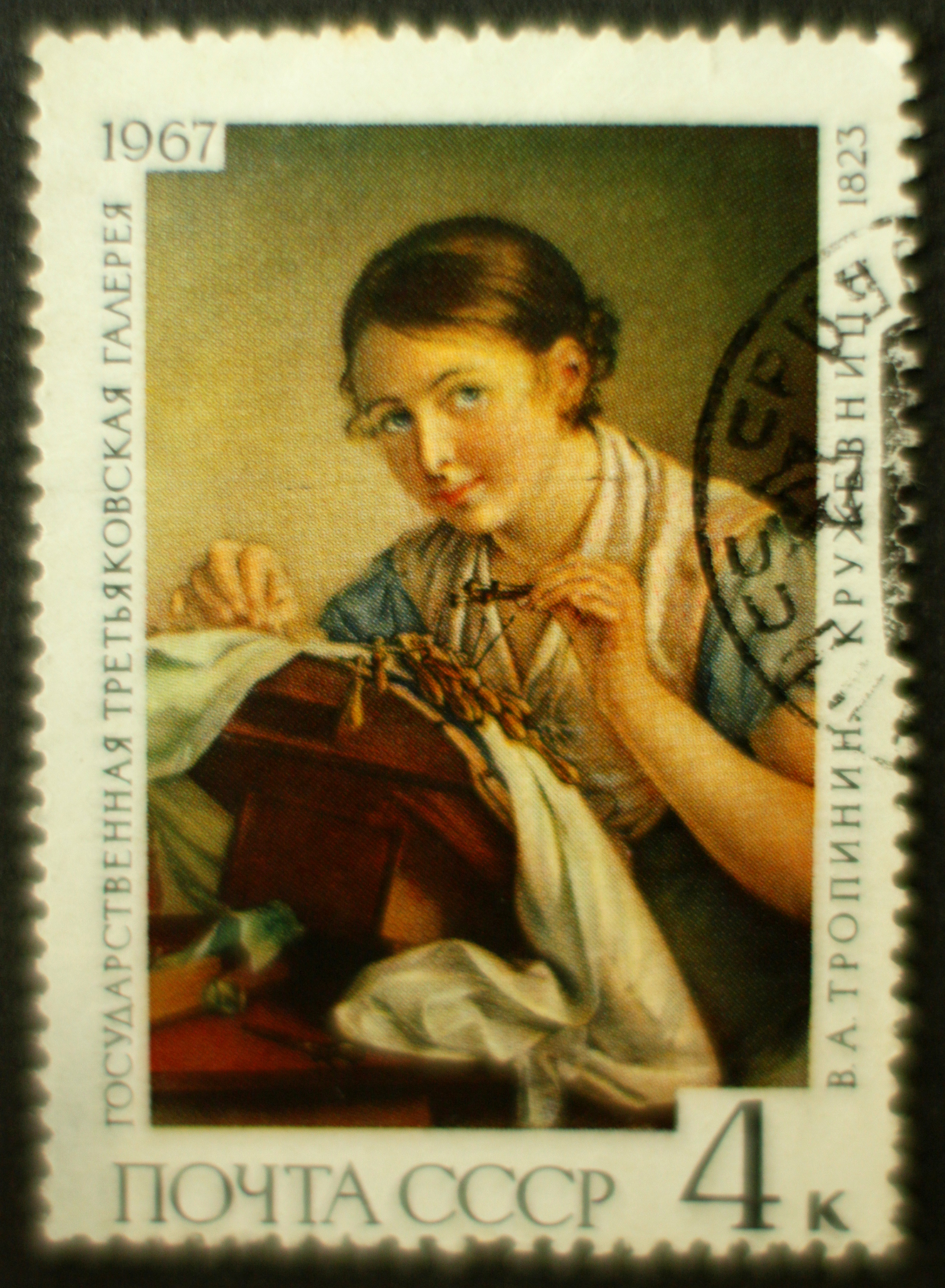
Почтовая марка СССР 1967 года
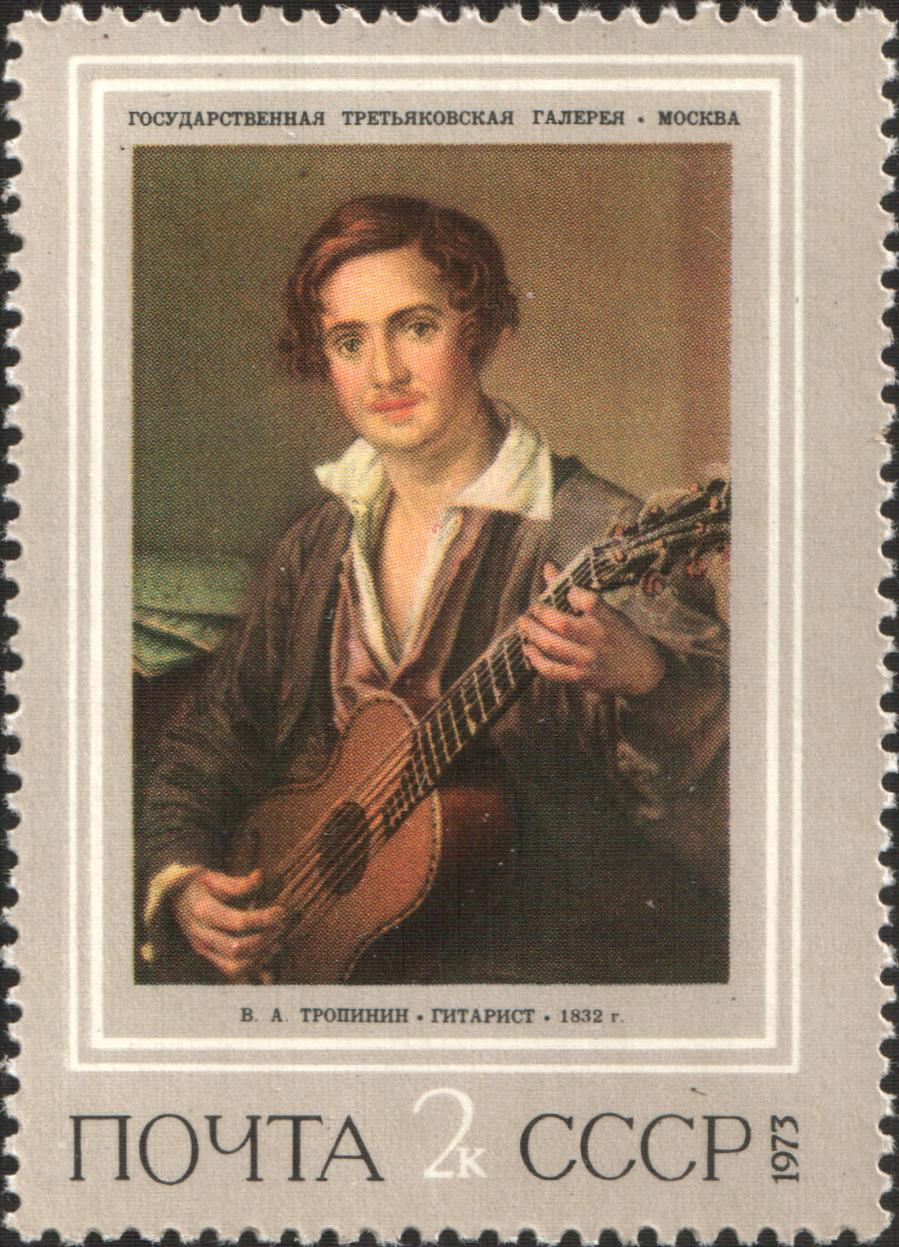
Почтовая марка СССР 1973 года
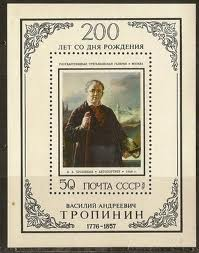
Почтовый блок СССР 1976 года
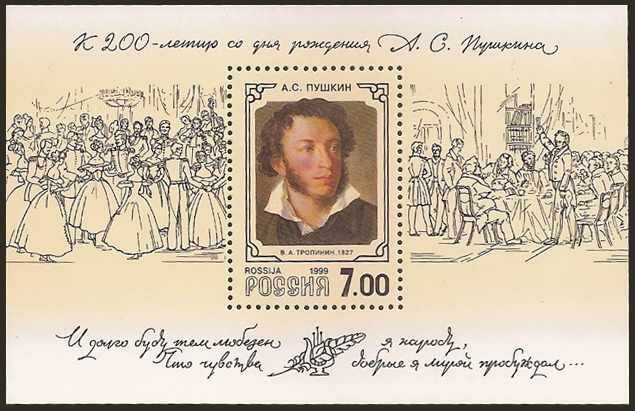
Почтовый блок России 1999 года
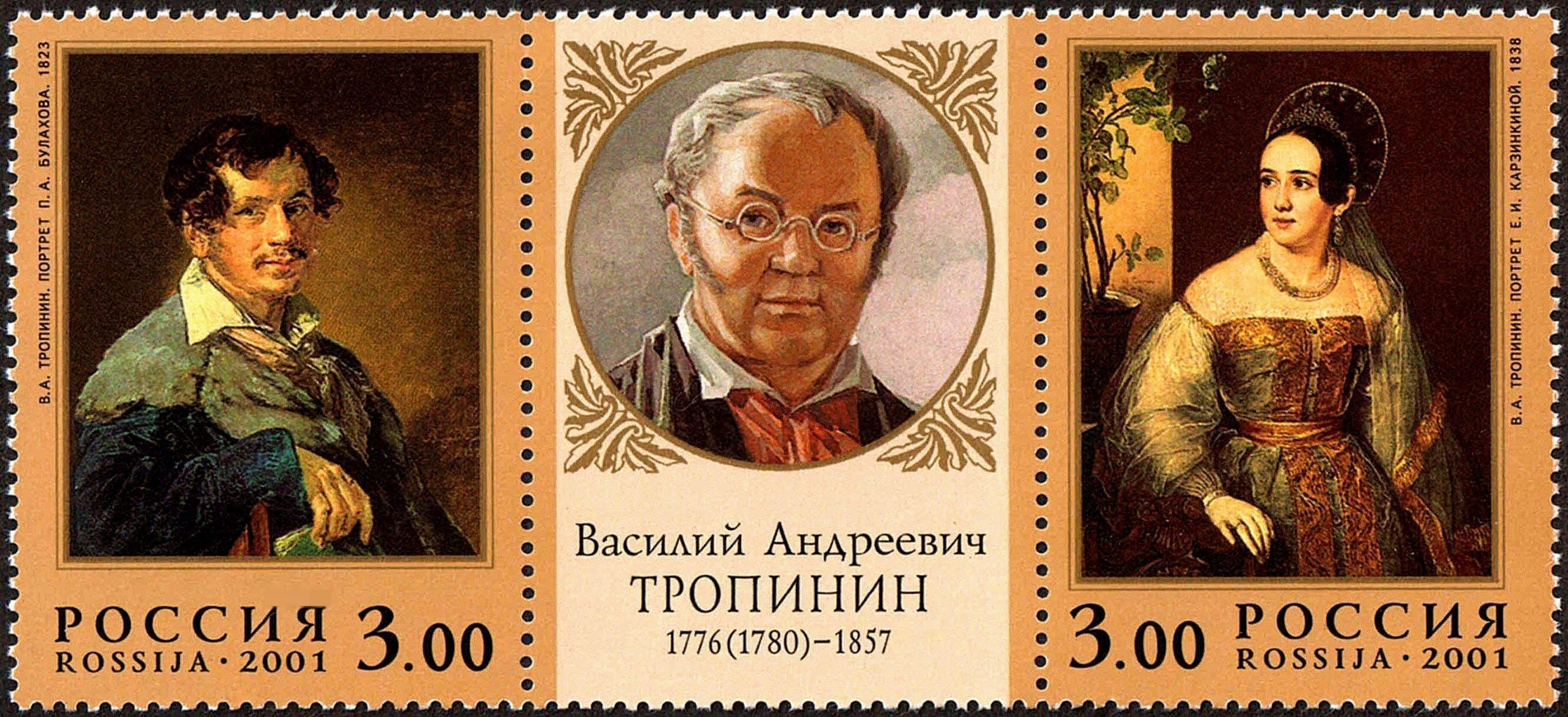
Почтовые марки России 2001 года